# Motociclo

Simbolo che identifica i motocicli (e i ciclomotori) in Germania

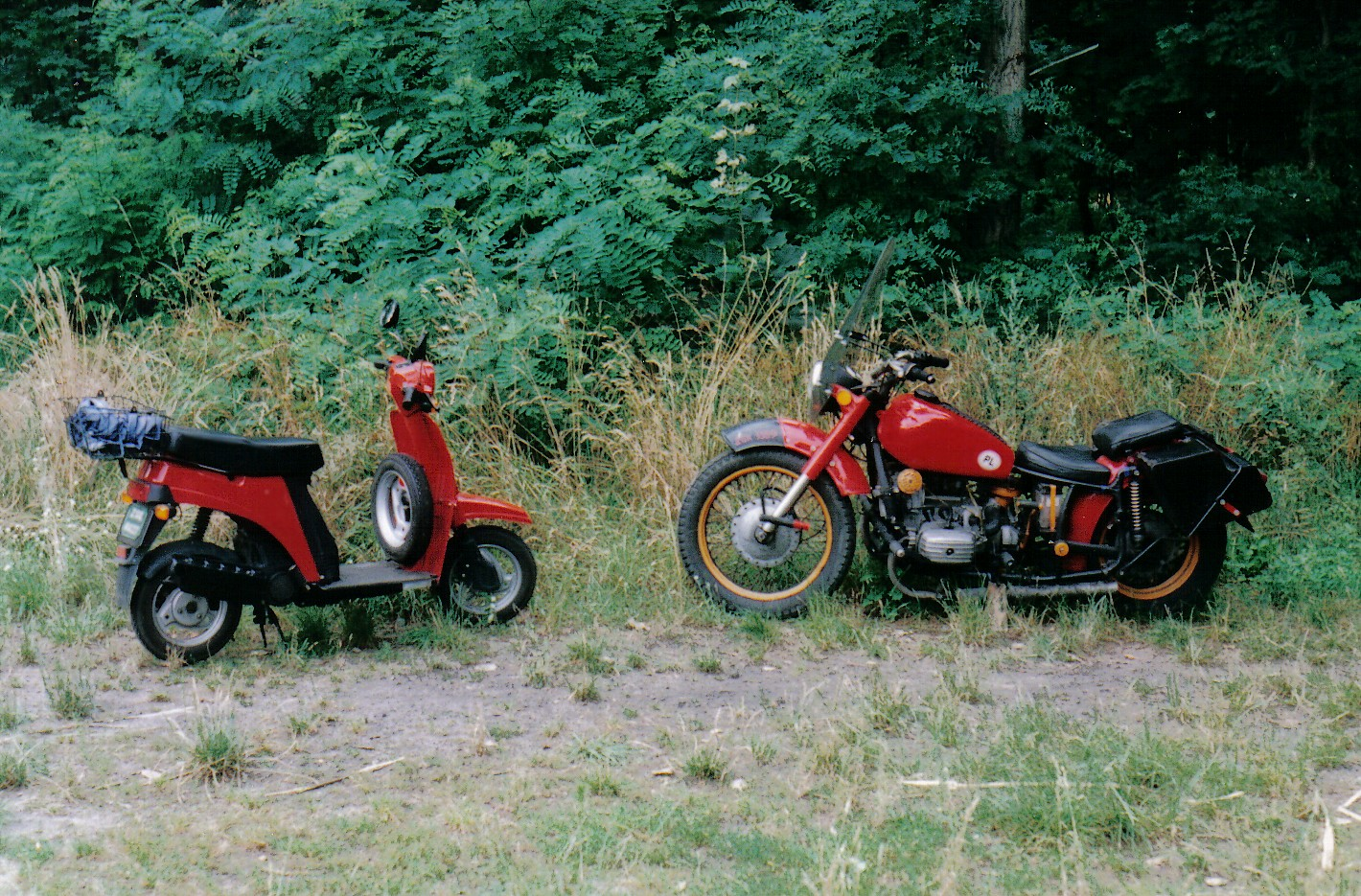
Due esempi di motocicli (una moto a destra e uno scooter a sinistra)

Per motociclo si intende la classificazione generica dei veicoli a motore aventi due ruote in linea, ed eventualmente dotati di carrozzino laterale, che abbiano una potenza e una cilindrata del motore tali da non essere classificati come ciclomotori (salvo negli Stati che abbiano deciso di parificare i ciclomotori ai motocicli). Si noti che, anche se per motocicli si identificano per lo più veicoli a due ruote, in alcune legislazioni sono assimilati ai motocicli anche alcuni veicoli a tre ruote. 

## Classificazione normativa
La definizione precisa di quali veicoli possano essere considerati motocicli può variare lievemente nelle diverse legislazioni nazionali; tuttavia la Convenzione di Vienna sulla circolazione stradale fornisce la seguente definizione di motociclo:
(Cap. 1, art. 1, comma n "Convenzione internazionale sulla circolazione stradale di Vienna del 1968")
Come già detto, il significato esatto del termine motociclo può variare da nazione a nazione (comprese quelle firmatarie della Convenzione di Vienna). Ad esempio, il codice della strada italiano fornisce la seguente definizione:
(Art. 53 "Nuovo codice della strada")
Si può notare come secondo la classificazione italiana non siano considerati motocicli i sidecar, che costituiscono la categoria delle motocarrozzette, e i veicoli a tre ruote, che appartengono alla categoria dei tricicli a motore.

## Tipi di motocicli
La categoria dei motocicli comprende sicuramente due tipi di veicoli: le motociclette (che sono da considerarsi come il capostipite di tutti i veicoli a motore a due ruote) e gli scooter. Oltre a questi due tipi di veicoli, possono rientrare nel novero dei motocicli, secondo le varie legislazioni locali, anche i sidecar e a volte anche alcuni tipi di tricicli a motore (come i motocarri) o, più raramente, i ciclomotori.

### Motocicletta

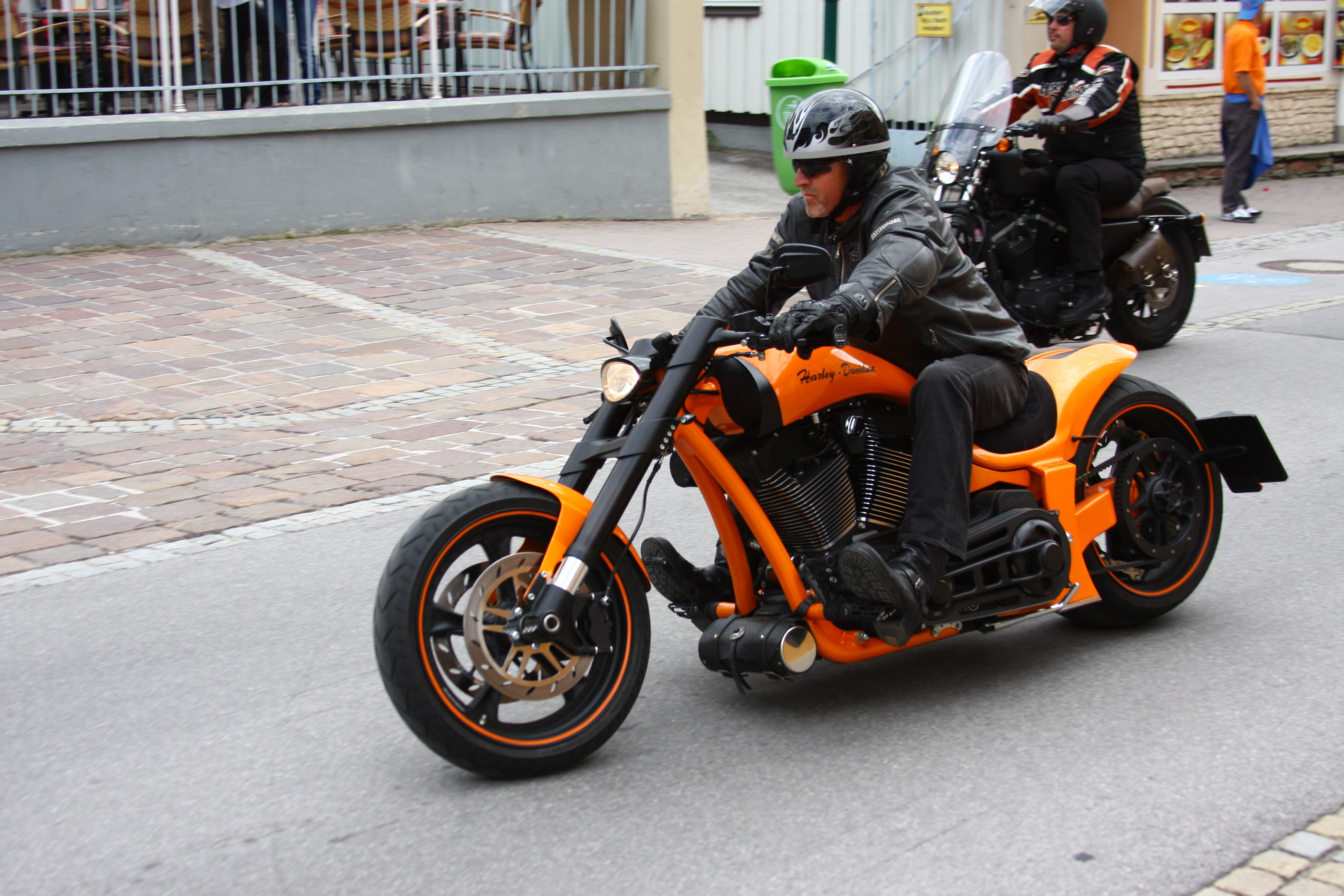
Un motociclista in sella ad una moto: si noti la posizione a cavalcioni del centauro

La motocicletta, più comunemente detta moto, è un motociclo che si caratterizza per avere ruote di grandi dimensioni, per il telaio chiuso e per il serbatoio per il carburante posto tra la sella e il gruppo di sterzo, fattori che obbligano il guidatore ad assumere una posizione a cavalcioni del veicolo. Esistono numerosi tipi di motociclette che si differenziano per la cilindrata (variabile da un minimo di 50 cm³ a oltre 1200 cm³), per la presenza o assenza della carenatura e per l'uso prevalente (su strada, fuoristrada, motocross, ...).
Si noti che i termini motocicletta e moto vengono comunemente impiegati per designare tutti i motocicli a due ruote, anche se indicherebbero propriamente solamente i veicoli aventi le caratteristiche sopra elencate (e non veicoli come gli scooter).

### Scooter

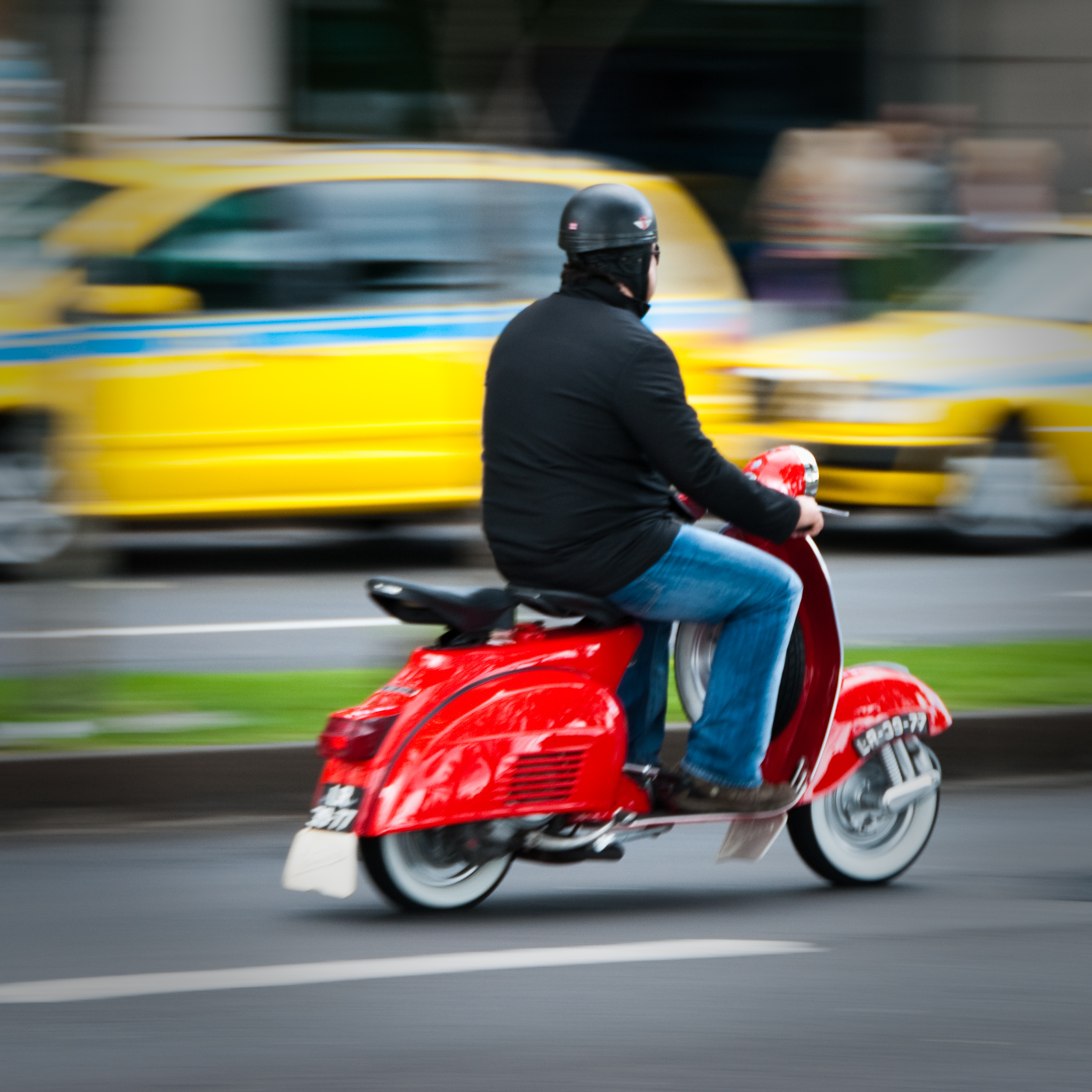
Uno scooterista in sella ad uno scooter: si noti la posizione con il busto eretto del guidatore

Lo scooter (detto anche motoscooter o motoretta) è un motociclo che si caratterizza per avere il telaio aperto e per la presenza di una pedana inferiore che consente al guidatore di guidare con il busto eretto, oltre che a facilitare la salita e la discesa dei passeggeri e il trasporto dei bagagli. Altre caratteristiche che distinguono lo scooter dalla motocicletta propriamente detta sono le ruote di diametro ridotto, la presenza di uno scudo di protezione anteriore in grado di offrire buona protezione da olio, fango e polvere e, più in generale, un minore ingombro e peso rispetto alle moto.
Storicamente gli scooter si differenziavano dalle moto anche per la minor cilindrata, le minor prestazioni e, di conseguenza, il minor costo a parità di cilindrata (fattore che ha influito positivamente sulla popolarità del mezzo) anche se attualmente esistono modelli di scooter di grosse cilindrate e in grado di raggiungere velocità notevoli.

### Sidecar
Il sidecar (detta anche motocarrozzetta o motocarrozzino) è un veicoli costituito dall'accoppiamento di un motociclo a due ruote (generalmente una motocicletta ma, seppur più raramente, anche un motoscooter) a cui viene agganciato lateralmente un carrozzino dove possono prendere posto uno o due passeggeri.

### Motocarri, motofurgoni e altri tricicli a motore

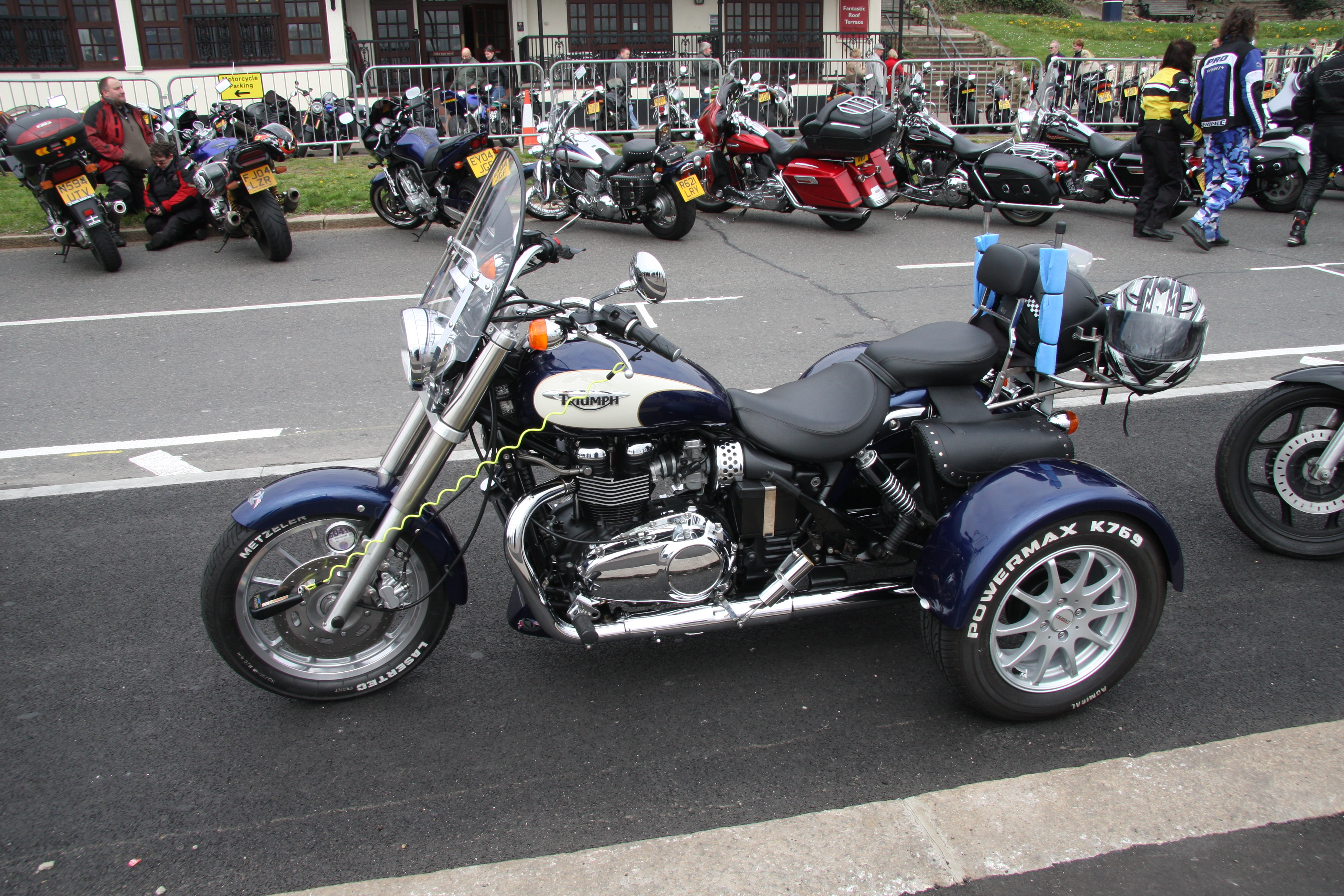
Un triciclo a motore: si noti come l'estetica del mezzo sia estremamente simile a quella delle motociclette

Anche alcuni tipi di veicoli a tre ruote simmetriche (e quindi diversi dalle motocarrozzette, in cui le ruote sono disposte in maniera asimmetrica) che presentano caratteristiche di stabilità più simili a quelle dell'automobile ma mantengono alcune peculiarità della tecnica motociclistica (posizione del guidatore, sterzo, ...) possono rientrare nella categoria dei motocicli. Esempi di tali veicoli sono i motocarri e i motofurgoni (impiegati per il trasporto di merci) ma anche alcuni veicoli dotati di tre ruote, ma esteriormente simili alle motociclette, impiegati per il trasporto di due o tre persone.
Si noti che la definizione di tali veicoli a tre ruote come motocicli può variare sensibilmente nelle varie legislazioni nazionali: ad esempio in Italia i veicoli a motore con tre ruote ricadono nella categoria dei tricicli mentre negli Stati Uniti d'America i veicoli aventi fino a tre ruote rientrano nella categoria dei motocicli.

### Ciclomotori
I ciclomotori sono dei veicoli aventi aspetto simile a quelli delle motociclette o degli scooter ma che si differenziano da questi per la bassa potenza e cilindrata del motore e quindi per le basse prestazioni raggiungibili. A causa delle loro prestazioni, nonostante abbiano due ruote e aspetto simile agli altri motocicli, vengono solitamente classificati in una categoria a parte (che talvolta comprende anche veicoli come i quadricicli, che sicuramente non sono da considerarsi motocicli) o sono assimilati alle biciclette; tuttavia alcuni stati, nella loro giurisdizione nazionale, parificano i ciclomotori ai motocicli (motivo per cui sono citati in questa pagina).

## Aspetti normativi

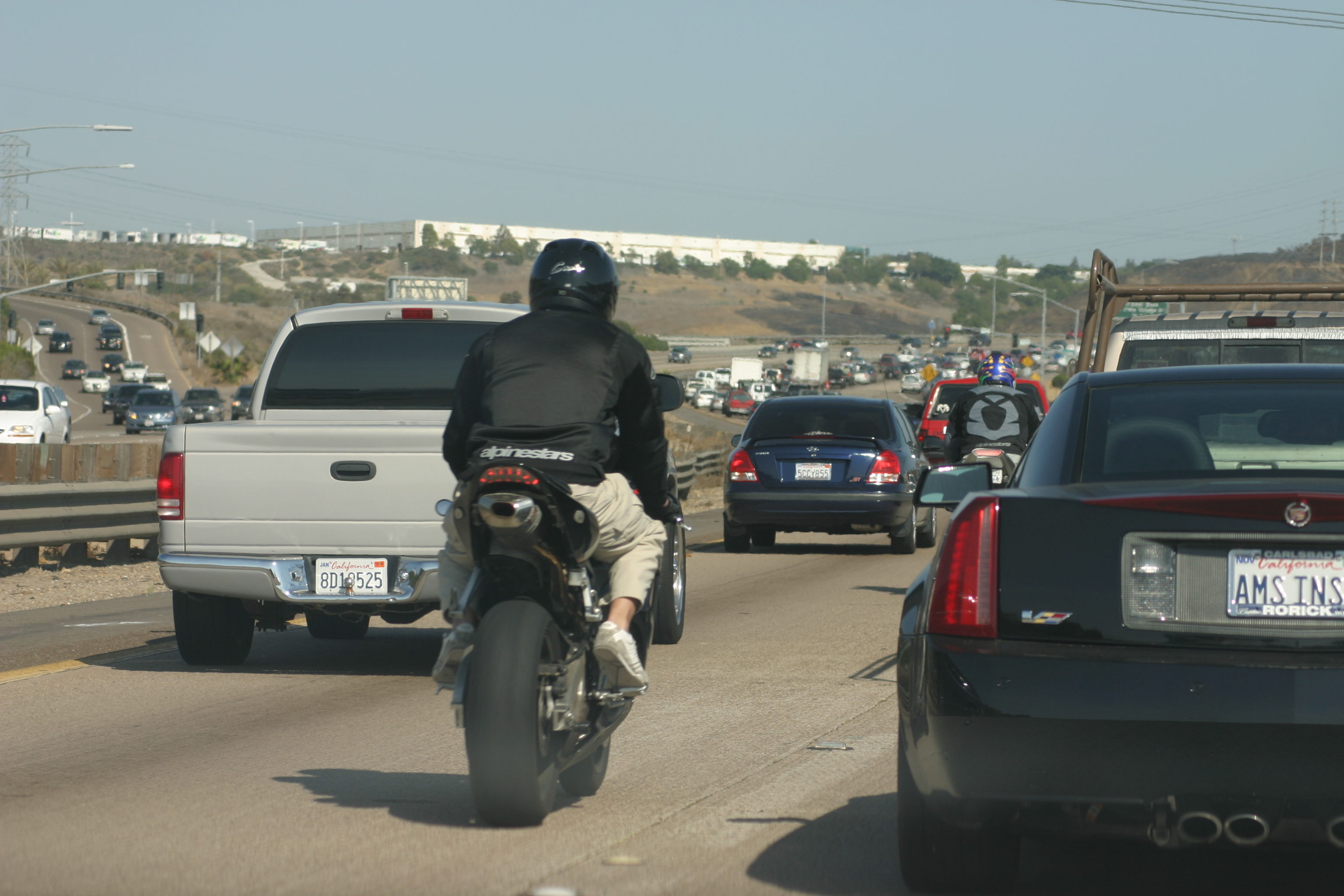
Due motociclisti procedono tra le auto ferme in colonna in California

Come ogni altro veicolo, i conducenti di motocicli devono rispettare le norme previsti dai codici stradali dei paesi in cui circolano. Pur tenendo conto che le norme di circolazione possono variare da paese a paese, si può affermare che i conducenti di motocicli debbano sostanzialmente rispettare le stesse norme di circolazioni vigenti per gli altri veicoli a motore. Premesso ciò bisogna notare che alcune giurisdizioni, in ragione del ridotto ingombro e delle specificità costruttive dei motocicli, possono prevedere alcune norme specifiche non applicabili agli autoveicoli. Tra le norma di circolazioni più comuni, esplicitamente previste anche dalla Convenzione di Vienna sul traffico stradale, figurano quelle che prevedono che i motocicli senza sidecar (così come i ciclomotori e i velocipedi) possano essere autorizzati a parcheggiare in doppia fila, che possano essere esentati dall'obbligo di esporre il triangolo di pericolo in caso di fermata di emergenza ma anche quelle che obbligano i conducenti di motocicli a circolare con i fari accesi di giorno (in modo da compensare la scarsa visibilità dovuta alla ridotte dimensioni) o a tenere sempre entrambe le mani sul manubrio.
Al contrario altre manovre comunemente effettuate dai motociclisti sfruttando l'agilità, la maneggevolezza e le ridotte dimensioni del loro mezzo, come il guidare affiancati all'interno della stessa corsia, il sorpassare veicoli accodati sfruttando lo spazio tra le colonne di veicoli, l'uso della corsia d'emergenza delle autostrade in caso di coda o il posizionarsi oltre la linea d'arresto ai semafori per ripartire prima degli altri veicoli sono generalmente vietate o comunque non esplicitamente consentite dai vari codici della strada; anche in questi casi possono comunque esistere vistose differenze tra le varie giurisdizioni. Ad esempio lo Stato americano della California e la provincia australiana del Nuovo Galles del Sud permettono il superamento delle colonne di veicoli sfruttando i varchi tra le corsie mentre lo Stato del Nebraska consente ai motociclisti di viaggiare affiancati all'interno di una stessa corsia.

### Abbigliamento protettivo
La mancanza di strutture di protezione dei motocicli verso il guidatore (con l'eccezione dei modelli dotati di cellula di sicurezza) rende l'abbigliamento protettivo di fondamentale importanza nella limitazione dei danni causati da incidenti. Esempi di abbigliamento protettivo per motociclisti sono gli stivali e le tute da moto, i paraschiena, i guanti ed il casco. Generalmente la facoltà di usare l'abbigliamento protettivo è lasciata alla valutazione personale del motociclista tranne che per quanto riguarda il casco, il cui uso è obbligatorio in numerosi Stati. Anche le normative sull'abbigliamento protettivo variano da giurisdizione a giurisdizione: ad esempio, in molti Stati federati statunitensi il casco non è obbligatorio o lo è solo per i minorenni , mentre in Francia, oltre all'obbligo del casco, vige anche quello dell'uso di guanti omologati.

### Patenti di guida
Secondo la Convenzione di Vienna sulla circolazione stradale le patenti che abilitano alla guida dei motocicli sono contraddistinte dalla lettere A. Inoltre viene lasciata la facoltà alle legislazioni nazionali di stabilire una sottocategoria della categoria A: i titolari di una patente di guida A1 sono abilitati alla guida dei soli motocicli di cilindrata non superiore a 125 cm³ e di potenza non superiore ad 11 kW (le cosiddette motoleggere). Si noti che al di là di queste indicazioni generali sono possibili vistose differenze tra le legislazioni nazionali, anche perché molti stati non sono parte della Convenzione di Vienna: ad esempio i paesi appartenenti all'Unione europea introducono l'ulteriore sottocategoria A2, intermedia tra la A1 e la A, mentre altre nazioni non aderenti alla Convenzione di Vienna potrebbero avere un'organizzazione diversa del sistema delle patenti di guida. Possono variare notevolmente anche l'iter burocratico per l'ottenimento della patente o i limiti di età necessari per la guida.